# Marmoutier
Marmoutier (germană Maursmünster) este o comună situată în cantonul Marmoutier, departamentul Bas-Rhin din Alsacia Franța. Se află la 45 km nord-vest de Strasbourg și 9 km de Saverne.
1. ↑  répertoire géographique des communes, accesat în 26 octombrie 2015